# Équipe d'Australie de rink hockey
L'équipe d'Australie de rink hockey est la sélection nationale qui représente l'Australie en rink hockey. Elle remporte son premier titre avec le Championnat d'Asie de rink hockey 2018 face à l'équipe de Macao (titrée 11 fois dans cette compétition).
Stephen Hoey, le président de la fédération australienne de rink hockey, prévoit un programme de développement sur les dix prochaines années. Mais les résultats escomptés sont obtenus dès la sixième année. En 2019, l'Australie pour la première depuis 30 ans participe au championnat du monde dans le Top 16. 

## Sélection actuelle
| # | Joueur | Poste |
|   |        |       |
|   |        |       |
|   |        |       |
|   |        |       |
|   |        |       |
|   |        |       |
|   |        |       |
|   |        |       |
|   |        |       |
|   |        |       |
|   |        |       |